# 斯灵盖里
斯灵盖里（Sringeri）是印度卡纳塔克邦Chikmagalur县的一个城镇。总人口4253（2001年）。

## 人口
该地2001年总人口4253人，其中男性2221人，女性2032人；0—6岁人口351人，其中男175人，女176人；识字率82.65%，其中男性为86.04%，女性为78.94%。